# 扎普魯特季亞
48°25′36″N 25°34′35″E / 48.42667°N 25.57639°E
扎普魯特季亞（烏克蘭語：Запруття），是烏克蘭西部的村莊，隸屬伊萬諾-弗蘭科夫斯克州的科洛梅亞區。該村始建於1800年，面積4.96平方公里，2001年人口179，人口密度每平方公里36.1人。